# Callionymus margaretae
Callionymus margaretae es una especie de peces de la familia Callionymidae en el orden de los Perciformes.

## Distribución geográfica
Se encuentra al oeste de la Índico.